# Patrick Abada
Patrick Abada (* 20. března 1954, Paříž) je bývalý francouzský atlet, tyčkař.
V roce 1976 skončil na letních olympijských hrách v Montrealu ve finále na čtvrtém místě (545 cm). Na světové letní univerziádě 1979 v Ciudad de México získal bronzovou medaili (555 cm). O rok později vybojoval bronz na HME v Sindelfingenu. Další úspěchy zaznamenal v roce 1983, kdy získal druhý bronz na HME v Budapešti. V též roce vyhrál středomořské hry v Casablance a na prvním mistrovství světa v atletice v Helsinkách obsadil šesté místo. Na světových halových hrách (předchůdce HMS) v Paříži v roce 1985 skončil čtvrtý.
Jeho osobní rekord pod širým nebem má hodnotu 570 cm (26. srpen 1983, Brusel).